# ناهار (فیلم)
ناهار (نروژی: Lønsj) یک فیلم درام نروژی است که در سال ۲۰۰۸ منتشر شد.

## گزیدهٔ بازیگران
- آنه دال تورپ
- پیا شلتا
- اکسل هنی
- بیورن فلوبرگ
- نیکلای کِـلِـوْ بروک
- آنکه فون در لیپه